# RAK BOB

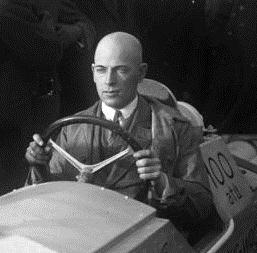
Max Valier, 1929

RAK BOB war die Bezeichnung für einen raketengetriebenen Schlitten, mit dem Max Valier in den späten 1920er Jahren experimentierte.

## RAK BOB I
Die weltweit ersten Versuchsfahrten mit einem Raketenschlitten fanden am 22. Januar 1929 auf dem Schleißheimer Flugplatz statt. Benutzt wurde dazu RAK BOB I. Diesen Schlitten hatte Valier selbst entworfen und von der Münchner Karosseriefabrik Kogel bauen lassen. Der Rumpf des Fahrzeugs bestand aus einer Eschenholzkonstruktion, die mit Blech beplankt war. Er war 6 Meter lang und 40 Zentimeter breit; die Kufen hatten eine Länge von 2,20 Metern und eine Breite von 15 Zentimetern. Valier bezahlte, unterstützt von Freunden, 600 Reichsmark für den RAK BOB I. (Das entspräche heute ca. 2.561 EUR).
Bei einer unbemannten Testfahrt über 130 Meter auf Schnee erreichte RAK BOB I eine Geschwindigkeit von 110 km/h. Angetrieben wurde er dabei von acht 50-mm-Eisfeld-Pulverraketen, die je 11,8 kN Schubkraft entwickelten. Insgesamt konnte sich Valier für den Testtag zehn dieser Raketen leisten, so dass beim zweiten Versuch nur noch zwei Stück zur Verfügung standen. Mit Valier an Bord erreichte der Raketenschlitten dabei ungefähr 35 km/h und fuhr 40 Meter weit.
Der Öffentlichkeit wurde der nach den Testfahrten leicht modifizierte RAK BOB I am 3. Februar 1929 vorgestellt. Beim Wintersportfest des Bayerischen Automobil-Clubs fuhr der Raketenschlitten über den zugefrorenen Eibsee. Bei der ersten Fahrt saß Valiers Ehefrau Hedwig im Cockpit. RAK BOB I wurde dabei von sechs Raketen angetrieben, die paarweise im Abstand von je zwei Sekunden gezündet wurden. Bei einer Geschwindigkeit von 45 km/h wurde dabei eine Fahrstrecke von 100 Metern erreicht. Für die zweite Fahrt, die Max Valier selbst durchführen wollte, wurde RAK BOB I mit doppelt so vielen Raketen ausgestattet. Der Erfolg blieb aber aus; bei einer Geschwindigkeit von knapp 100 km/h platzte eine der Raketen, die übrigen wurden beschädigt und der Schlitten verlor an Fahrt. Max Valier konnte unverletzt aus dem Fahrzeug steigen, musste aber eine geplante dritte Fahrt absagen.

## RAK BOB II
Max Valier nutzte die Zwangspause zwischen dem 3. und dem 9. Februar 1929, bei dem er wieder seinen Schlitten in der Öffentlichkeit vorführen sollte, um das Fahrzeug nochmals umzugestalten und aus RAK BOB I den Nachfolger RAK BOB II zu machen. RAK BOB II hatte seine Premiere auf dem zugefrorenen Starnberger See. Bei einem Eisfest vor dem UNDOSA-Bad wurde er, von 18 Raketen getrieben, zunächst unbemannt gestartet. Der Schlitten erreichte eine Geschwindigkeit von fast 400 km/h, kam jedoch von seiner vorgesehenen Bahn ab, rammte einen Bootssteg und wurde dabei schwer beschädigt. Max Valier hatte nicht die finanziellen Mittel, seine Experimente mit den Raketenschlitten weiterzuführen.
RAK BOB II wurde später dem Deutschen Museum übergeben. Zusammen mit Valiers Raketen-Rückstoß-Versuchswagen RAK 7 befindet er sich dort in der Raumfahrtabteilung.

## Der Stellenwert der Raketenschlitten für Valiers Forschung
RAK BOB I und II sah Max Valier als notwendige Zwischenstufen zu seinem eigentlichen Ziel, der Weltraumrakete, an. Er hatte, als er mit den Raketenschlitten experimentierte, bereits die Versuche Fritz von Opels mit raketengetriebenen Straßenfahrzeugen miterlebt und mit diesem das raketengetriebene Schienenfahrzeug geplant, das höhere Geschwindigkeiten erreichen sollte. Valier wollte seine Versuche später von den raketengetriebenen Bodenfahrzeugen auf Flugzeuge, etwa die Propellermaschine Junkers G 24, ausweiten, danach Raketen-Stratosphärenflugzeuge mit interkontinentaler Reichweite und schließlich flügellose Raketenweltraumschiffe entwickeln. Mit Fritz von Opel kam es jedoch bald zu Differenzen und Valier musste sich einen neuen Geldgeber suchen.

## Valiers letzte Forschungen
Nachdem er sich mit Fritz von Opel entzweit hatte, arbeitete Max Valier mit Werner Meyer-Hellige von den J. F. Eisfeld Pulver- und pyrotechnischen Fabriken in Silberhütte zusammen. Dabei entstanden zwei Schienenfahrzeuge, der Eisfeld-Valier RAK 1, der im Juli 1928 bei einer Versuchsfahrt entgleiste und zerstört wurde, und der RAK 2, der ebenfalls bei einer Testfahrt zu Bruch ging. Valier, der sich gegen die Ausstattung des Fahrzeugs mit 36 Kupferhülsraketen gewehrt hatte und sich durch den Unfall bestätigt sah, beendete die Zusammenarbeit mit den Eisfeld-Fabriken und beschloss, seine nächsten Experimente alleine zu finanzieren.
Sowohl seine Erfolge mit RAK BOB I und II als auch die Presseberichte über Fritz Stamers ersten Flug mit einem raketengetriebenen Flugzeug am 11. Juni 1928 bestärkten Valier in seinem Bestreben, den raketengetriebenen Flug weiterzuentwickeln. Zusammen mit Gottlob Espenlaub experimentierte er im Sommer 1929 zunächst mit einer nur provisorisch umgerüsteten Espenlaub EA 1, die nun als Valier-Espenlaub RAK 3 bezeichnet wurde. Nachdem er allerdings wieder mit einem finanziellen Engpass zu kämpfen hatte, trennte sich Espenlaub von Valier und arbeitete alleine weiter. Am 22. Oktober 1929 glückte ihm ein erster Testflug, beim zweiten allerdings musste er aus dem Flugzeug, das durch eine explodierte Rakete in Brand geraten war, abspringen und verletzte sich schwer.

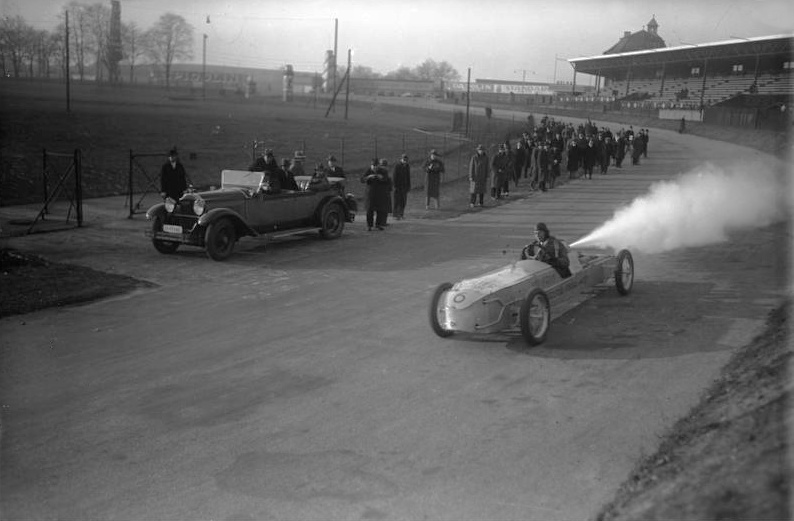
Valier bei einer Versuchsfahrt mit seinem Rückstoßwagen, Dezember 1929

Valier ließ unterdessen bei Möllers in Essen einen Rückstoß-Versuchswagen bauen, der als RAK 4 bezeichnet wurde. Dieses Fahrzeug sollte den Weg zum funktionstüchtigen Flüssigkeitstriebwerk ebnen. Es besaß einen Kohlensäure-Dampfstrahlrückstoßmotor und wurde von Valier ab dem Herbst 1929 mehrfach erfolgreich in der Öffentlichkeit vorgeführt. Gefördert von Paul Heylandt, der die Gesellschaft für Industriegasverwertung besaß, konnte Valier Erfolge mit neuen Triebwerken und Fahrzeugen verbuchen und im Frühjahr 1930 anlässlich einer erfolgreichen Probefahrt mit dem Valier-Heylandt-Rückstoßversuchswagen RAK 7 den Pressevertretern seine Vorstellungen von einem Stratosphären-Schnellverkehrsflugzeug unterbreiten. Eine tödliche Verletzung der Lungenschlagader, die er bei der Explosion einer Brennkammer im Labor durch einen Splitter erlitt, setzte jedoch noch im selben Frühjahr diesen Hoffnungen ein Ende.
Die Forschungsergebnisse, die Max Valier mit RAK BOB I und II und all seinen anderen Versuchsfahrzeugen erzielte, fielen später der Reichswehr in die Hände.